# Tweede Kamerverkiezingen 2010/Kandidatenlijst/Heel Nederland
De kandidatenlijst voor de Tweede Kamerverkiezingen 2010 van Heel Nederland.

## De lijst
1. Daisha de Wijs-van Geijn - 937
2. Sander de Wijs - 86
3. Maria Vermeulen - 93
4. Ferdinand Bol - 139

CDA · PvdA · SP · VVD · PVV · GroenLinks · ChristenUnie · D66 · PvdD · SGP · Nieuw Nederland · TON · MenS · Heel Nederland · Partij één · Lijst 17 · Piratenpartij · Lijst 19 (EPN)